# Aarnout Drost
Aarnout Drost (Amsterdam, 15 maart 1810 – aldaar, 5 november 1834) was een Nederlands dichter en prozaschrijver, die al op jonge leeftijd overleed.

## Levensloop
Aarnout Drost studeerde theologie aan het Athenaeum Illustre in Amsterdam, waar hij college liep bij  de classicus David Jacob van Lennep (1774-1853). Tussen 1829 en 1833 studeerde hij verder aan de Universiteit Leiden.
Drost richtte in 1834 samen met R.C. Bakhuizen van den Brink, E.J. Potgieter en J.P. Heije het literair tijdschrift De Muzen op, waarvan slechts zes nummers verschenen met gedichten en kritieken. Dit blad was de voorganger van De Gids. Daarnaast was hij samen met Heije redacteur van de Vriend des Vaderlands.
Door zijn vroege dood heeft Drost zijn belofte niet kunnen waarmaken, maar door de roman Hermingard van de Eikenterpen. Een oud vaderlands verhaal, die zich afspeelt in de vierde eeuw na Christus, wordt hij gezien als een van de voorgangers in de Nederlandse romantiek. In deze historische roman, die hij als 22-jarige student schreef, werd hij geïnspireerd door het voorbeeld van Walter Scott en liet hij zich vooral beïnvloeden door Les Martyrs ou le triomphe de la religion chrétienne ("De martelaren, of De zegepraal van den Christelijken godsdienst") (1809) van René de Chateaubriand.
In het bijzonder leverde Drost een belangrijke bijdrage aan de meningsvorming over de historische roman in de Nederlandse literatuur. In de "Voorafspraak" van Hermingard van de Eikenterpen zette hij uiteen met zijn boek een kunstwerk te willen scheppen en uitdrukkelijk niet een moraal aan de lezers te willen opleggen. Volgens hem koos een schrijver een episode uit het verleden niet om geschiedenisles te geven, maar vertaalden zijn inspiratie en fantasie het historisch materiaal tot een verhaal dat wel een bepaalde godsdienstige of zedelijke idee moest uitdragen, maar niet uitspellen. Daarmee pleitte Drost voor een historische roman met een visie, die meer levert dan een getrouw beeld van vroeger tijden, verlevendigd met spannende avonturen.

## Werken
Enkele werken die Drost geschreven of vertaald heeft:
- Hermingard van de Eikenterpen. Een oud vaderlands verhaal (1832), Drosts enige voltooide historische roman
- Het Altaarstuk (1833)
- De Augustusdagen (1834)
- Meerhuyzen (1834)
- De Pestilentie te Katwijk (1835), deels geschreven door Potgieter en Bakhuyzen van den Brink[5]
- Schetsen en verhalen (1835-1836)